# Canuto I di Svezia
Canuto I Eriksson (1150 – 8 aprile 1196) fu re di Svezia dal 1167 al 1196.

## Biografia
L'ascesa di Canuto (Knut) al trono di Svezia avvenne in un periodo di indebolimento da parte della sua dinastia (casa di Erik) e quella rivale (casa di Svereker). Il suo regno fu caratterizzato da un forte relazione diplomatica con altri Stati.
Dopo l'assassinio di suo padre Erik il Santo nel 1160, Canuto fuggì dalla Svezia, ritornò nel 1167, ed in questo stesso anno uccise il figlio di re Sverker II, Carlo VII.
Divenuto re di Svezia, nel suo primo periodo di governo, si imbatté in una guerra contro Carlo VII di Svezia e di Boleslao Sverkesson, che pretendevano la conquista del trono svedese con l'aiuto della Danimarca.
Kol Sverkersson e Boleslao Sverkesson, vennero eletti entrambi re degli Östergötland, parte del regno Svedese.
Nel 1172, i due fratelli furono definitivamente sconfitti da Canuto I, e l'intera Svezia tornò sotto un unico re.
Il suo regno Canuto firmò un trattato commerciale con un altro regno, in questo caso con la città tedesca di Lubecca. Il trattato venne introdotto con l'accordo tra Canuto I ed Enrico il Leone.
Canuto stabilì una relazione diplomatica con il re Enrico II di Inghilterra.
Ricevette sostegno militare da parte dell'imperatore bizantino Alessio III, e i suoi rapporti con la Chiesa. Il suo regno è noto anche per la riforma fiscale svedese.